# Anaxyrus boreas
Anaxyrus boreas es una especie de anfibio anuro de la familia Bufonidae.

## Distribución geográfica
Esta especie se encuentra en América del Norte a lo largo de la costa del Pacífico hasta al menos 3640 metros sobre el nivel del mar en:
- el sureste de Alaska;
- el oeste de Canadá, Columbia Británica, oeste de Alberta y sur de Yukón;
- el oeste de los Estados Unidos, Montana, Wyoming, Utah, Colorado, California, Idaho, Nevada, Oregón y el estado de Washington; esta especie estuvo una vez presente en Nuevo México;
- el oeste de México en el norte de Baja California.[5]

## Descripción
Esta especie tiene una esperanza de vida de once años.

## Reproducción
Los adultos se reúnen cerca de un arroyo poco profundo durante una o dos semanas. Cada hembra pone entre 5,000 y 15,000 huevos. La edad adulta se alcanza a los cuatro o cinco años para las hembras, y tres años para los machos.

## Taxonomía
A veces se reconocen dos subespecies, Anaxyrus boreas boreas y Anaxyrus boreas halophilus. Goebel et al. en 2009 observa que esta especie es de hecho un complejo de especies.

## Publicación original
- Baird & Girard, 1852: Descriptions of new species of reptiles, collected by the U.S. Exploring Expedition under the command of Capt. Charles Wilkes, U.S.N. First part — Including the species from the western coast of America. Proceedings of the Academy of Natural Sciences of Philadelphia, vol. 6, p. 174-177[6]